# Babs Jobo
Babs Jobo, pseudoniem van Yussif Iddrisu Jobo (Accra 1 februari 1970) is Ghanese percussionist. Hij verhuisde in 1991 naar België.
Hij kwam in contact met de senegalese band Mambambe waarbij hij djembé, Tama en conga speelde. In 1993 werd hij lid van de percussiegroep Kolya, een band waarvoor hij zijn eigen muziek begon te schrijven, vaak religieus geïnspireerde teksten in zijn moedertaal Tchamba.
Hij werd lid van de tijdelijke band Belgian Afro Beat Association en speelde hij vanaf 2005 mee in Wawadadakwa.
In 206 richtte Jobo de band Wagpe Kaso op waarmee hij eigen composities speelt. De muziek kan omschreven worden als West-Afrikaanse muziek met invloeden van funk, soul en jazz.
Jobo speelt tevens bij Saxafabra, SO (een Afrikaanse percussiegroep) en Shakara United.